# Шёнлатернгассе
Шёнлатернгассе (нем. Schönlaterngasse — «переулок Красивого Фонаря») — переулок во Внутреннем Городе Вены за церковью иезуитов. Проходит от Зонненфельгассе до Постгассе. Дома вдоль улицы выполнены в стиле венского барокко.

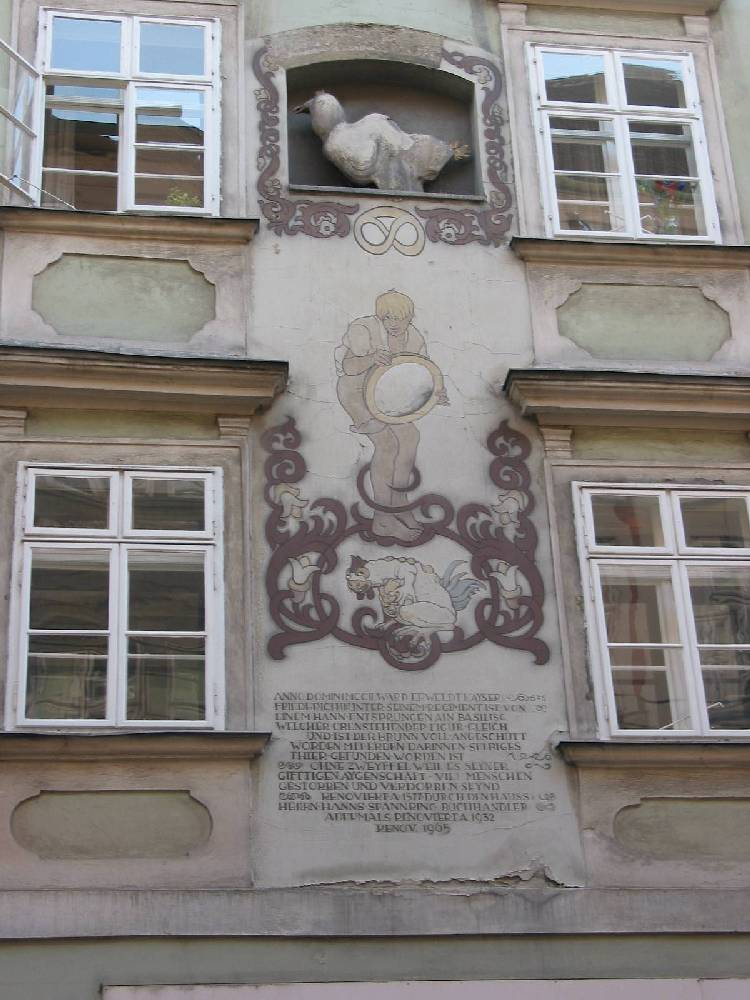
Легенда о василиске на доме № 7

В Средние века была известна как «Straße der Herren von Heiligenkreuz» («улица кавалеров Святого Креста») по находящемуся рядом «Heiligenkreuzer Hof» («Хайлигенкройцер Хоф», «Двор Святого Креста»), с которым переулок соединён пешеходным проходом через арку. С 1780 года получила своё нынешнее название, «Шёнлатернгассе», которое переводится как «переулок Красивого Фонаря». «Красивый фонарь» был установлен на доме № 6, сейчас он находится в Городском музее Вены, в переулке находится его копия.
В средневековые времена улица заканчивалась на переулке, который был ликвидирован после постройки церкви иезуитов, после чего для того, чтобы Шёнлатернгассе не превратился в тупик, он был продлён. Заключительная часть переулка резко поворачивает на север, обходя церковь, и выходит на Постгассе.
Шёнлатернгассе широко известен в Вене благодаря городской легенде о василиске, якобы обитавшем здесь в уличном колодце. Василиск, согласно легенде, обращал всех прохожих в камень своим взглядом, пока местный булочник, защищая от чудовища возлюбленную, не подставил василиску зеркало, взглянув в которое, василиск обратил в камень сам себя. Фасад дома № 7 украшает скульптура василиска и роспись, иллюстрирующая легенду.
На Шёнлатернгассе расположены несколько ресторанов, ряд из которых используют тему легенды о василиске в своём оформлении. Шёнлатернгассе появляется на экране в фильме «Третий человек».

## Галерея

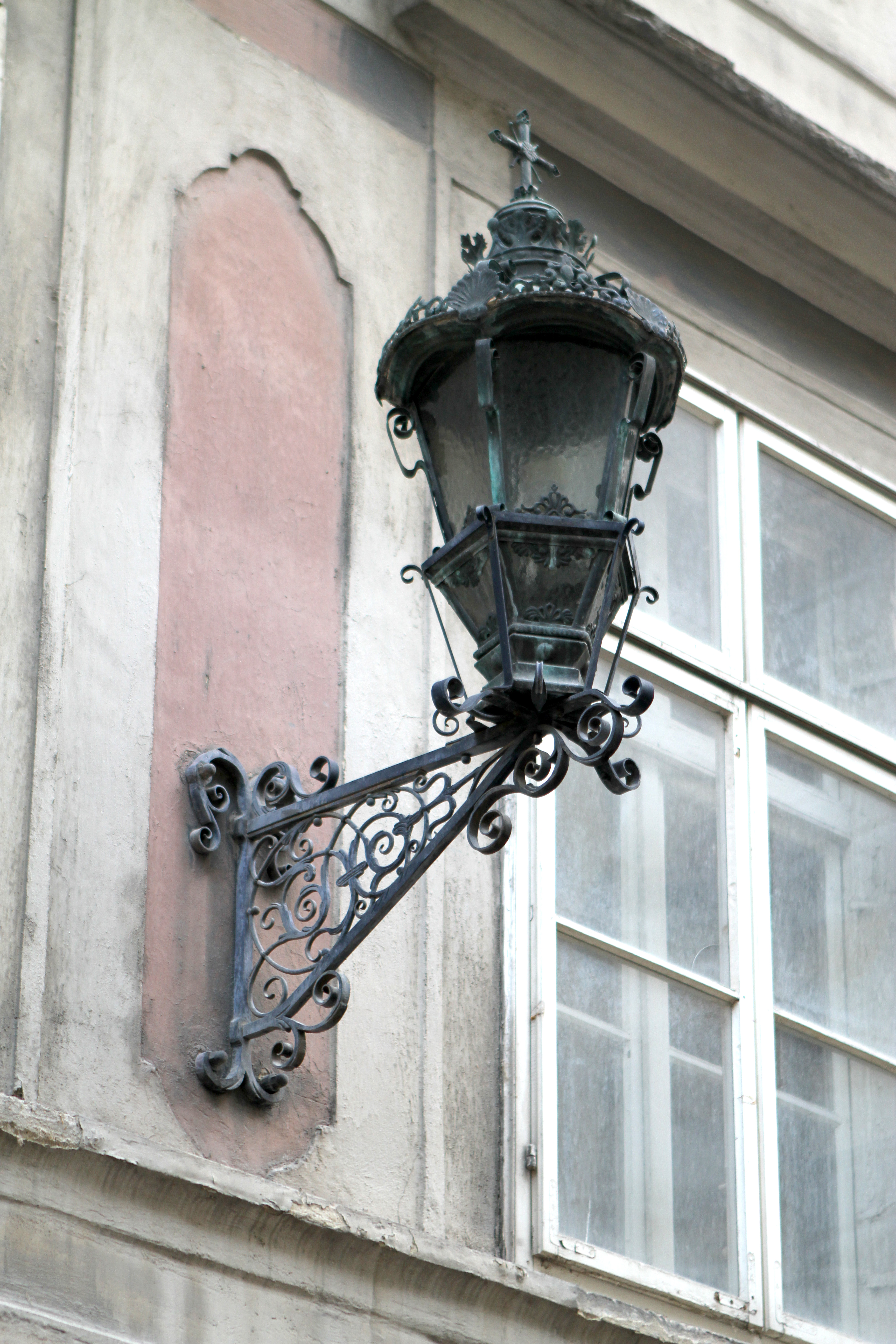
«Красивый фонарь», давший переулку имя.
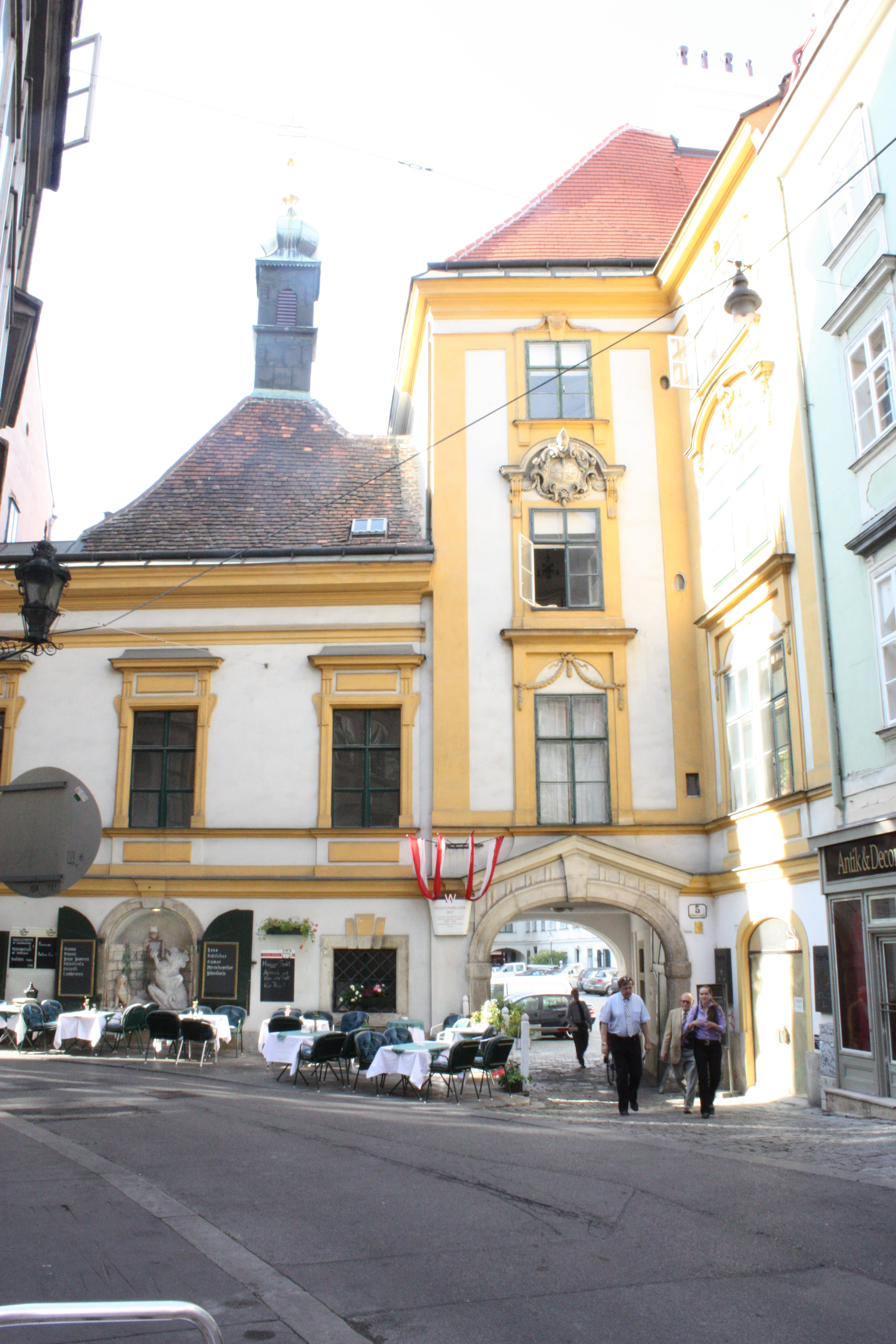
Проход от Шёнлатернгассе на Хайлигенкройцер Хоф.
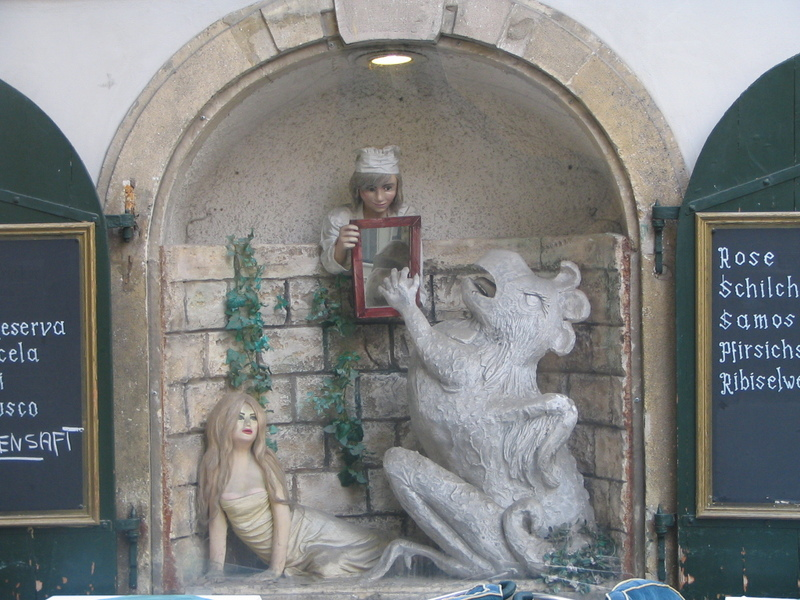
Легенда о василиске в оформлении ресторана